# Josef Kajml
Josef Kajml, v Itálii uváděný jako Josef Kaiml (17. září 1926, Lidice – 20. dubna 1991), byl český fotbalista, záložník. Po roce 1949 emigroval do Itálie. Kvůli emigraci do zahraničí nedostal od čs. komunistických úřadů povoleni hrát kopanou za některý zahraniční fotbalový klub a tak přes Londýn přicestoval do Německa. Ani tam nemohl hrát ani v nižších fotbalových soutěžích. Se svou manželkou nastoupil v roce 1952 do rozhlasové stanice Svobodná Evropa v Mnichově, kde byl sportovním redaktorem a později rozhlasovým hlasatelem. Zemřel v Eichstättu na selhání srdeční činnosti.

## Fotbalová kariéra
V československé lize hrál za ŠK Bratislava. Dal 4 ligové góly. V roce 1949 získal se Sokolem NV Bratislava mistrovský titul. Po emigraci hrál v Německu za FC Augsburg a Wacker Mnichov, v Itálii za US Triestina.

## Ligová bilance
| Ročník                                     | Zápasy | Góly | Klub                |
| ------------------------------------------ | ------ | ---- | ------------------- |
| Státní liga 1947/48                        | -      | 2    | ŠK Bratislava       |
| Státní liga 1948                           | -      | 0    | ŠK Bratislava       |
| Celostátní československé mistrovství 1949 | -      | 2    | Sokol NV Bratislava |
| Serie A 1951/52                            | 9      | 2    | US Triestina        |
| CELKEM                                     | -      | 6    |                     |